# Harana (Anatòlia)
Harana va ser un territori tribal que rebia el seu nom d'una muntanya, a la zona fronterera entre els hitites i Mitanni. Era independent cap al el segle xvi aC i va caure sota influència de Mitanni fins que a finals del segle xv aC l'Imperi Hitita el va sotmetre.
Aproximadament l'any 1360 aC el rei Tushratta de Mitanni hi va afavorir una revolta. Subiluliuma I, que probablement encara només era príncep hereu hitita, va anar a la zona i va derrotar els rebels. El nom pot estar relacionat amb la paraula haranassas que significa fortalesa en la llengua hitita jeroglífica. Es desconeix on s'ubica aquesta muntanya que possiblement va ser fortificada. L'únic nom similar que citen els clàssics de l'àrea de l'Eufrates és Arane, que segons Claudi Ptolemeu va ser una de les ciutats de l'Armènia Menor. Anderson la va situar al camí de Sebasteia a Melitene, al sud d'Eusopoia Kangal, una àrea muntanyosa.